# 추운기
추운기(1978년 4월 3일 ~ )는 대한민국의 은퇴한 축구 선수이다.

## 축구인 경력

### 선수 경력
2001년 K리그 드래프트에서 전북 현대의 2순위 지명을 받고 입단하였다. 데뷔 첫 해 조윤환 감독 아래에서 리그 17경기에 출전하여 1골을 기록하였고 이후에도 중용받았으나 2005년 중반 조윤환 감독이 경질되고 최강희 감독이 부임한 이후 주전 자리에서 밀려났다.
2007년 트레이드를 통해 팀 동료 전재운, 조진수와 함께 제주 유나이티드로 이적하였다.
2008년 내셔널리그의 신생팀 김해시청으로 이적하였다. 김해에서 2010년까지 리그 51경기에 출전하여 18골을 기록하였고 2010년 부상으로 팀을 떠난 후 은퇴하였다.